# Isachne clarkei
Isachne clarkei är en gräsart som beskrevs av Joseph Dalton Hooker. Isachne clarkei ingår i släktet Isachne och familjen gräs. Inga underarter finns listade i Catalogue of Life.